# Ataque à Embaixada Britânica no Irã em 2011
A Embaixada Britânica no Irã foi atacada em 29 de novembro de 2011. Iranianos, alegadamente estudantes universitários da milícia Basij, invadiram a embaixada e outro composto diplomático em Teerã, saqueando escritórios e roubando documentos. Um pequeno edifício teria sido incendiado durante o incidente e várias pessoas ficaram feridas.

## Antecedentes
O Governo do Reino Unido impôs numerosas sanções ao Irã, relativas a preocupações sobre a natureza do programa nuclear iraniano. Após o lançamento de um relatório da Agência Internacional de Energia Atômica, em novembro de 2011, que documentou elementos armamentistas nas atividades nucleares do Irã, o governo britânico proibiu todas as instituições financeiras no Reino Unido a fazerem negócios com os seus homólogos no Irã, incluindo o Banco Central Iraniano. O Irã respondeu, aprovando um projeto de lei para rebaixar seus laços com os britânicos, incluindo a obrigatoriedade de ambos os países retirarem os seus respectivos embaixadores.